# ژول مل
ژول مُل (به فرانسوی: Jules Mohl) (به آلمانی: Julius von Mohl)، (زادهٔ ۲۵ اکتبر ۱۸۰۰ در اشتوتگارت - ۴ ژانویهٔ ۱۸۷۶ در پاریس)، خاورشناس آلمانی با تابعیت فرانسوی، متخصص در زبان و ادبیات فارسی، مصحح شاهنامه فردوسی و مترجم شاهنامه به نثر فرانسوی است.
ژول مُل تحصیلات خود را در رشتهٔ فلسفه در دانشگاه توبینگن در آلمان به پایان رسانید و به درجهٔ دکتری نایل شد. در سال ۱۸۲۳ به فرانسه رفت و در مدرسهٔ زبان‌های شرقیِ پاریس وارد شد، و به تحصیل زبان و ادبیات فارسی زیر نظر سیلوستر دوساسی و آبل رموزا پرداخت.
بین سال‌های ۱۸۲۶ تا ۱۸۳۳ عنوان استادیار فلسفه در دانشگاه توبینگن را داشت، اما اجازه داشت که در خارج از آلمان به مطالعه و تحقیق بپردازد. او همچنان به مطالعه در زبان و ادبیات فارسی در مدرسهٔ زبان‌های شرقیِ ادامه داد و چندی بعد تابعیت فرانسه را گرفت. ژول مُل به آثار شعرای طراز اول ایران همچون فردوسی و سعدی و حافظ توجه بسزایی داشت و از مطالعهٔ آنها در کار تدریس زبان و ادبیات فارسی الهام می‌گرفت.
از سال ۱۸۴۰ به دبیری انجمن آسیایی پاریس منصوب و بعداً به ریاست آن برگزیده شد. در سال ۱۸۴۴ به عضویت فرهنگستان کتیبه‌شناسی و زبان‌های باستانی فرانسه انتخاب شد. در همین سال به‌عنوان استاد زبان و ادبیات فارسی در کولژ دو فرانس انتخاب گردید و مدت سی سال در این کرسی به تدریس اشتغال داشت و شاگردان برجسته‌ای تربیت کرد.

## تصحیح و ترجمۀ‌ شاهنامۀ‌ فردوسی
در سال ۱۸۲۶ ژول مُل ازطرف دولت فرانسه مأمور شد که شاهنامهٔ  فردوسی را به زبان فرانسوی ترجمه کند. او از این تاریخ تا پایان عمر در ۱۸۷۶، یعنی به مدت چهل سال، با عشق و علاقه مشغول تصحیح دقیق متن فارسی و ترجمهٔ آن به زبان فرانسه شد. در سال ۱۸۳۸، با انتشار اولین جلد از ترجمهٔ شاهنامه، ستایش همگان را برانگیخت. در سال‌های بعد به‌تدریج جلدهای بعدی را منتشر کرد، ولی عمرش کفاف نداد و نتوانست آخرین جلد را به‌پایان ببرد. باربیه دومنار (به فرانسوی: C. Barbier de Meynard)، شاگرد او و یکی از مترجمان بوستان سعدی، کار ترجمهٔ جلد آخر را به‌پایان رساند و آن را در ۱۸۷۸ منتشر کرد.
شاهنامهٔ ژول مُل با استفاده از ۳۵ دست‌نویس موجود در اروپا (۸ نسخه از کتابخانهٔ ملی پاریس، ۱۳ نسخه از دیوان هند، ۵ نسخهٔ ملکی خودِ مُل، و نسخه‌هایی از مجموعه‌های خصوصی) و همچنین با مراجعه به سایر مثنوی‌های حماسیِ فارسی فراهم آمده‌است، و بعد از گذشت بیش از یک قرن، هنوز متن نسبتاً کم‌غلطی به‌شمار می‌رود و همیشه مورد مراجعه و استناد محققان بوده‌است.
ژول مُل مقدمهٔ مفصلی هم بر شاهنامه نوشته‌است که تا پیش از تحقیقات جدیدتر در قرن بیستم، مهم‌ترین اثر پژوهشی دربارهٔ شاهنامه و فردوسی، و متداول‌ترین مرجع برای بسیاری از خاورشناسان به‌شمار می‌رفت.